# حسين الشريف (سياسي)
حسين الشريف هو سياسي تونسي.

## السيرة الذاتية
بعد انقلاب 7 نوفمبر 1987 على الرئيس الحبيب بورقيبة ووصول زين العابدين بن علي للحكم، عين حسين الشريف في منصب وزير معتمد لدى الوزير الأول مكلف بالوظيفة العمومية في حكومة الهادي البكوش، وذلك في نفس يوم الانقلاب حتى 27 نوفمبر 1987، تاريخ تعيينه الكاتب العام للحكومة التونسية برتبة وزير في نفس حكومة البكوش، وبقي في هذا المنصب حتى 11 أبريل 1989.